# جاكلين الطيب
جاكلين الطيب وتُعرف أيضًا باسمِ جاكلين طيب (وُلدت في التاسع من تشرين الثاني/نوفمبر 1948 في مدينة تونس خلال حقبة الحماية الفرنسية) هي كاتبة ومغنية وكاتبة أغاني فرنسيّة من أصل تونسي. حقَّقت جاكلين أكبر نجاح لها كمغنية بوب في فرنسا في الستينيات، كما اشتهرت بفضل الأغاني التي كانت تكتبها وكذا بعض الكُتيّبات.

## الحياة المُبكّرة والتعليم
وصلت الطيب إلى فرنسا من تونس عام 1956 مع والديها في سنّ الثامنة. بدأت في تأليف الأغاني بجيتارها وهي في الثانية عشر من عمرها، ثمّ وبحلول عام 1966 اكتشفها كشاف موهوب أثناء الغناء مع الأصدقاء.

## المسيرة المهنيّة
بعد وصولها إلى باريس، وقعت معَ Impact Records وأصدرت أغنية 7 heures du matin في عام 1967، والتي أصبحت أهمَّ أغانيها من حيثُ الشهرة. صُوّت لها كأفضل وافدة جديدة في مهرجان ميديم في مدينة كان. كانت الأغنية تدور حول فتاة مراهقة تشعر بالملل ولا ترغب في الذهاب إلى المدرسة في ذلك اليوم وتتخيل نجوم الروك أند رول مثل ذا هو وبول مكارتني.
في أوائل السبعينيات، توقَّفت الطيب عن التسجيل. قامت في عام 1988 بكتابة أغنية Ready to Follow You التي حققت نجاحًا عالميًا للمغنية الأمريكية دانا داوسون. بيعت الأغنيّة أكثر من 500.000 نسخة، وبيع الألبوم 300.000 مرة في فرنسا وحدها.

## قائمة أعمالها
هذه قائمةٌ بأبرز أعمال الكاتبة وكاتبة الأغاني التونسيّة الفرنسية جاكلين الطيّب:
| - 1967: "7 heures du matin" - 1967: "Bienvenue au pays" - 1967: "Ce soir je m'en vais" - 1967: "La plus belle chanson" - 1967: "Bravo" - 1967: "Juste un peu d'amour" - 1967: "On roule à 160" - 1967: "Le cœur au bout des doigts" - 1967: "Qu'est-ce qu'on se marre à la fac" - 1967: "La première à gauche" - 1967: "Bientôt tu l'oublieras" - 1967: "Le printemps à Paris - 1967: "La fac des lettres" - 1968: "Tonight I'm Going Home" - 1968: "7 AM" - 1969: "Bonjour Brésil" - 1969: "On la connait" - 1969: "À chacun sa vie" | - 1969: "Lui" - 1971: "Il faut choisir" - 1971: "Pourquoi t'es pas chez toi?" - 1978: "Printemps à Djerba" - 1978: "Et la vie" - 1979: "Maman, jusqu'où tu m'aimes?" - 1979: "Le p'tit air" - 1979: "J'suis pas nette" - 1979: "Qu'est-ce que je peux faire?" - 1979: "La petite fille amour" - 1980: "Je cherche quelqu'un" - 1980: "Dis-moi des bêtises" - 1983: "Les chanteurs disent la vérité" - 1983: "J'vais pas pleurer tout l’temps" - 2005: "Mon chat" - 2005: "Mon prince d'Internet" - 2007: "Partir à Amsterdam" - 2015: "Peace Love & Action" |